# NStCM BDe 4/4 (231-232)
De BDe 4/4 is een elektrisch treinstel bestemd voor het regionaal personenvervoer van de Chemin de fer Nyon-Saint-Cergue-Morez (NStCM).

## Geschiedenis
Het treinstel verving bij de Chemins de fer du Jura (CJ) oudere treinen met een andere bovenleidingspanning onder meer van het type Xe 2/4 en uitbreiding van het smalspoornet door omsporen van het normaalspoortraject Saignelégier – Glovelier op 4 oktober 1953 in smalspoor.
Twee treinen zijn overgenomen van de Chemins de fer du Jura (CJ) en hierbij vernummerd van BDe 4/4: 606 en 607 in BDe 4/4: 231 en 232.

## Constructie en techniek
De vierassige motorwagen kan naar behoefte een stuurstandrijtuig mee voeren.

## Treindiensten
Deze treinen worden voor het vervoer van scholieren door de Chemin de fer Nyon-Saint-Cergue-Morez (NStCM) op het trajectdeel:
- Nyon – Le Muids

## Foto's

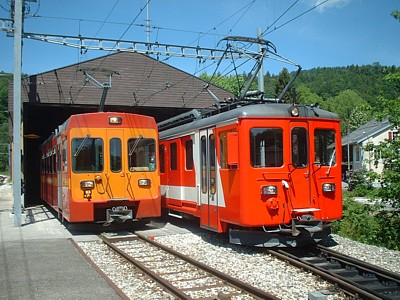
Be 4/4 205 (links) en BDe4/4 231 (rechts) ex-CJ BDe4/4 606 op 9 juni 2004 te Saint-Cergue